# Gardineroseris planulata

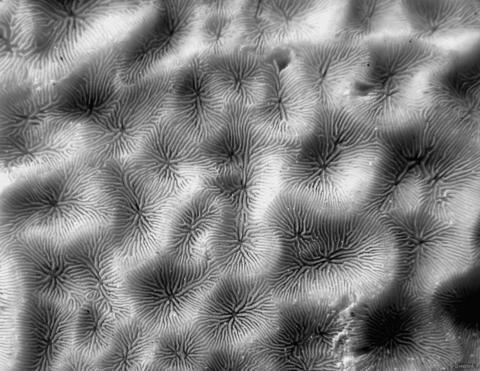
Coralitos del corallum de Gardineroseris planulata

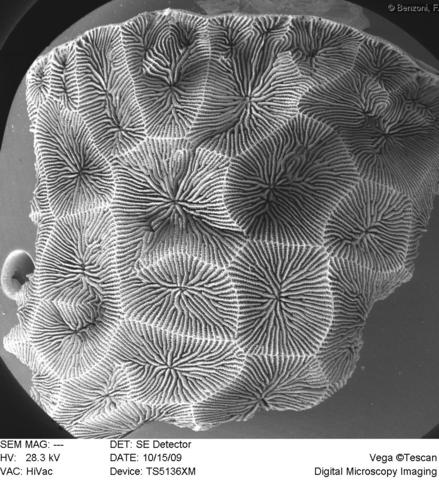
Corallum de Gardineroseris planulata

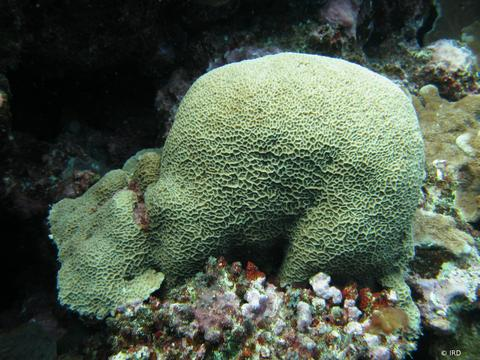
Colonia in situ de Gardineroseris planulata

Gardineroseris planulata es la única especie del género de corales Gardineroseris, de la familia Agariciidae, y pertenecen al grupo de los corales duros, orden Scleractinia.
Es una especie que por su forma de crecimiento, confiere refugio y protección a invertebrados crípticos.

## Morfología
Colonias masivas a incrustantes, en ocasiones con márgenes laminares, que alcanzan 1 m de tamaño. Los cálices de los coralitos son poligonales, en vez de redondeados, como en la mayoría de especies del orden Scleractinia, y tienen entre 3 y 5 mm de diámetro. Los coralitos tienen muros pobremente definidos, pero presentan crestas agudas que los separan, como si cada coralito, o grupo de ellos, estuvieran al fondo de una excavación, y ordenados en forma de panal. Presenta de 27 a 50 septos por cáliz, sin lóbulos. Tienen columela, y los septo-costa son muy finos y regulares.
Los pólipos están raramente extendidos, y solamente por la noche. De color marrón, amarillento, gris-púrpura o verde.
Su crecimiento es masivo y lento, de aproximadamente 1 cm/año.

## Hábitat y distribución
Usualmente se encuentra en las paredes de arrecifes, en aguas muy transparentes que permitan el paso de la luz. La especie se puede encontrar en diferentes hábitats del arrecife, pero no es una especie común de coral, salvo en isla Caño, Costa Rica. Su rango de profundidad es entre 2 y 30 m.
Su distribución geográfica comprende las aguas tropicales del océano Atlántico occidental, en Florida y Haití. Pero su mayor rango de distribución está en el Indo-Pacífico, desde la costa este africana y el mar Rojo, hasta Hawái y la costa centroamericana del Pacífico. Es especie nativa de Arabia Saudí; Australia; Baréin; Birmania; Cocos (Keeling); Colombia; Comoros; Islas Cook; Costa Rica; Ecuador; Egipto; El Salvador; Emiratos Árabes Unidos; Eritrea; Filipinas; Fiyi; Guadalupe; Honduras; India; Indonesia; Irán; Irak; Israel; Japón; Jordania; Kenia; Kiribati; Kuwait; Madagascar; Malasia; Maldivas; Islas Marianas del Norte; Islas Marshall; Mauricio; Mayotte; México; Micronesia; Mozambique; Nauru; Isla Navidad; Nueva Caledonia; Nicaragua; Niue; Omán; Pakistán; Palaos; Panamá; Papúa Nueva Guinea; Polinesia; Catar; Reunión; Samoa; Seychelles; Singapur; Islas Salomón; Somalia; Sudáfrica; Sri Lanka; Sudán; Taiwán; Tanzania; Tailandia; Tokelau; Tonga; Tuvalu; Vanuatu; Vietnam; Wallis y Futuna; Yemen y Yibuti.

## Alimentación
Los pólipos contienen algas simbióticas; mutualistas, ambos organismos se benefician de la relación, llamadas zooxantelas. Las algas realizan la fotosíntesis produciendo oxígeno y azúcares, que son aprovechados por los pólipos, y se alimentan de los catabolitos del coral, especialmente fósforo y nitrógeno. Esto les proporciona del 70 al 95% de sus necesidades alimenticias. El resto lo obtienen atrapando plancton y materia orgánica disuelta en la columna de agua.

## Reproducción
Las colonias producen esperma y huevos que se fertilizan en el agua. Normalmente son gonocóricas, o de sexos separados, pero las hay hermafroditas secuenciales, que expulsan primero al agua los gametos de un sexo, y, posteriormente los del otro, para evitar así la autofecundación. Las larvas deambulan por la columna de agua hasta que se posan y fijan en el lecho marino, una vez allí se convierten en pólipos y comienzan a secretar carbonato cálcico para construir su esqueleto, o coralito. Posteriormente, se reproducen asexualmente por gemación, dando origen a otros ejemplares, y conformando así la colonia.